# Extras
Extras fue una sitcom británica, escrita y dirigida por Ricky Gervais y Stephen Merchant centrada en el trabajo de los actores extras en los sets de rodaje de películas y teatro. 
La serie ha sido galardonada con varios premios: BAFTA, Globos de Oro o Premios Emmy. Fue coproducida por la BBC y la HBO, y es coescrita y codirigida por Ricky Gervais y Stephen Merchant, los cuales también son protagonistas de la serie.
Extras tiene dos temporadas, de seis episodios cada una, así como un especial de Navidad. El primer episodio fue emitido en la BBC Two, y el 25 de septiembre de 2005 en la HBO estadounidense. La segunda temporada comenzó el 14 de septiembre de 2006 en el Reino Unido en el canal BBC Two, el 14 de febrero de 2007 se emitió en Estados Unidos en la HBO y en Australia en la ABC. El Especial de Navidad se emitió el 27 de diciembre de 2007 en la BBC Two y el 16 de diciembre de 2007 en la HBO estadounidense. Ambas temporadas están disponibles en DVD tanto en el Reino Unido como en Estados Unidos.
La serie ha adquirido los derechos de emisión en España, y fue emitida el 5 de febrero de 2007 en horario denominado Late Night.
En 2008 fue estrenada en la Argentina a través del canal de cable I.Sat. La serie Todos contra Juan está basada en la idea general de esta serie.

## Reparto
- Ricky Gervais como Andy Millman.
- Ashley Jensen como Maggie Jacobs.
- Stephen Merchant como Darren Lamb ("Agent").
- Shaun Williamson como  Barry from EastEnders (él mismo).
- Shaun Pye como Greg Lindley-Jones.

## Episodios
| Temporada | Temporada           | Episodios           | Estreno                  | Final                   |
| --------- | ------------------- | ------------------- | ------------------------ | ----------------------- |
|           | 1                   | 6                   | 21 de julio de 2005      | 25 de agosto de 2005    |
|           | 2                   | 6                   | 14 de septiembre de 2006 | 19 de octubre de 2006   |
|           | Especial de Navidad | Especial de Navidad | 16 de diciembre de 2007  | 16 de diciembre de 2007 |

### Temporada 1 (2005)
| N.º en serie | N.º en temp. | Título                       | Escrito y dirigido por           | Invitados | Fecha de emisión original | Audiencia (millones) |
| ------------ | ------------ | ---------------------------- | -------------------------------- | --------- | ------------------------- | -------------------- |
| 1            | 1            | «Ben Stiller»                | Ricky Gervais & Stephen Merchant | -         | 21 de julio de 2005       | 4.83                 |
| 2            | 2            | «Ross Kemp and Vinnie Jones» | Ricky Gervais & Stephen Merchant | -         | 28 de julio de 2005       | 3.62                 |
| 3            | 3            | «Kate Winslet»               | Ricky Gervais & Stephen Merchant | -         | 4 de agosto de 2005       | 3.59                 |
| 4            | 4            | «Les Dennis»                 | Ricky Gervais & Stephen Merchant | -         | 11 de agosto de 2005      | 3.93                 |
| 5            | 5            | «Samuel L. Jackson»          | Ricky Gervais & Stephen Merchant | -         | 18 de agosto de 2005      | 3.58                 |
| 6            | 6            | «Patrick Stewart»            | Ricky Gervais & Stephen Merchant | -         | 25 de agosto de 2005      | 3.86                 |

### Temporada 2 (2006)
| N.º en serie | N.º en temp. | Título             | Escrito y dirigido por           | Invitados | Fecha de emisión original | Audiencia (millones) |
| ------------ | ------------ | ------------------ | -------------------------------- | --- | ------------------------- | -------------------- |
| 7            | 1            | «Orlando Bloom»    | Ricky Gervais & Stephen Merchant | Keith Chegwin, Liza Tarbuck y Sophia Myles                                                                              | 14 de septiembre de 2006  | 3.62                 |
| 8            | 2            | «David Bowie»      | Ricky Gervais & Stephen Merchant | - | 21 de septiembre de 2006  | 3.84                 |
| 9            | 3            | «Daniel Radcliffe» | Ricky Gervais & Stephen Merchant | Warwick Davis, Diana Rigg, Phillip Schofield, Fern Britton, Nick Ferrari, Matthew Wright, Lowri Turner y Richard & Judy | 28 de septiembre de 2006  | 3.46                 |
| 10           | 4            | «Chris Martin»     | Ricky Gervais & Stephen Merchant | Ronnie Corbett, Richard Briers, Moira Stuart, Davina McCall, Patricia Potter y Stephen Fry                              | 5 de octubre de 2006      | 3.60                 |
| 11           | 5            | «Sir Ian McKellen» | Ricky Gervais & Stephen Merchant | Germaine Greer, Mark Kermode y Mark Lawson                                                                              | 12 de octubre de 2006     | 3.66                 |
| 12           | 6            | «Jonathan Ross»    | Ricky Gervais & Stephen Merchant | Robert De Niro y Robert Lindsay                                                                                         | 19 de octubre de 2006     | 3.85                 |

### Especial de Navidad (2007)
| N.º | Título              | Escrito y dirigido por           | Invitados | Fecha de emisión original                                 | Audiencia (millones) |
| --- | ------------------- | -------------------------------- | --- | --------------------------------------------------------- | -------------------- |
| 13  | «Christmas Special» | Ricky Gervais & Stephen Merchant | Clive Owen, George Michael, Gordon Ramsay, David Tennant, Hale & Pace, Lionel Blair, Dean Gaffney, June Sarpong, Lisa Scott-Lee, Chico Slimani, Jonathan Ross, Karl Pilkington y Vernon Kay | 16 de diciembre de 2007 (US) 27 de diciembre de 2007 (UK) | 5.63                 |